# Elmira (New York)
 For alternative betydninger, se Elmira (flertydig). (Se også artikler, som begynder med Elmira)
Elmira er en by i den amerikanske delstat New York. Byen har 26.523 (2020) indbyggere og er hovedby i det amerikanske county Chemung County. Den ligger ved floden Chemung i den vestlige del af staten New York, tæt på grænsen til nabostaten Pennsylvania.